# アッシャー・エンジェル
アッシャー・エンジェル（Asher Dov Angel  , 2002年9月6日？  - ）は、アメリカ合衆国出生の俳優・ミュージシャン。2019年公開のDCエクステンデッド・ユニバースの『シャザム!』（Shazam!）の主人公ビリー・バットソン役で知られる。

## 略歴
アリゾナ州にて、父ジョディと母ココ・エンジェルの間に生まれる。弟と妹がいる。ユダヤ人。
2008年、ジェシカ・チャステイン主演の映画『Jolene』の子役としてキャリアをスタートさせた。5歳のとき、アッシャーが演劇のためにロサンゼルスに行けるかどうかたずねると、彼の母親は、エンジェルが地方演劇に30回出演することができた場合、彼をロサンゼルスに連れて行くことを約束した。母親は約束を守り、エンジェルはロサンゼルスで2017年ディズニー・チャンネル放送のテレビシリーズアンディ・マックのオーディションを受けてジョナ・ベック役を獲得した。エンジェル家の家族全員がシリーズの撮影に対応するためにユタ州に引っ越しをした。
2019年、DCエクステンデッド・ユニバースの7作目『シャザム!』（Shazam!）でザッカリー・リーヴァイ演じるスーパーヒーローシャザム に変身する主人公の少年ビリー・バットソン役を演じた。

## 主な出演作品
| 年   | 作品                                             | 役                 | 備考                     |
| ---- | ------------------------------------------------ | ------------------ | ------------------------ |
| 2008 | Jolene                                           | 5年後のBrad Jr.    |                          |
| 2018 | On Pointe                                        | Alex               |                          |
| 2019 | シャザム! Shazam!                                | ビリー・バットソン | 主人公（シャザム変身前） |
| 2023 | シャザム!〜神々の怒り〜 Shazam! Fury of the Gods | ビリー・バットソン | 主人公（シャザム変身前） |

| 年        | 作品                           | 役             | 備考                                |
| --------- | ------------------------------ | -------------- | ----------------------------------- |
| 2016      | Nicky, Ricky, Dicky & Dawn     | Jasper         | エピソード: "Ballet and the Beasts" |
| 2016      | Criminal Minds: Beyond Borders | Ryan Wolf      | エピソード: "De Los Inocentes"      |
| 2017-2019 | アンディ・マック Andi Mack     | ジョナ・ベック | メインキャスト                      |
| 2020      | All That                       | 本人役         | エピソード: 1117話                  |
| 2020      | The Substitute                 | 本人役         | エピソード: "Asher Angel"           |